# 小行星10628
小行星10628（10628 Feuerbacher）是一颗绕太阳运转的小行星，为主小行星带小行星。该小行星于1998年1月18日发现。

## 轨道参数
小行星10628的轨道半长轴为3.1123815 UA，离心率为0.123。